# Дідик Роман Ігорович
Роман Ігорович Дідик (нар. 2 грудня 2002, Львів, Україна) — український футболіст, півзахисник черкаського ЛНЗ. Виступав за молодіжну збірну України.

## Життєпис
Вихованець винниківського «Руху», у футболці якого з 2011 по 2015 рік виступав у юнацькому чемпіонаті Львівської області. Після цього перейшов до львівських «Карпат», у футболці яких з 2015 по 2019 рік виступав у ДЮФЛУ.
Напередодні старту сезону 2019/20 років перебрався в «Агробізнес». У футболці волочиського клубу дебютував 10 серпня 2019 року в переможному (3:0) домашньому поєдинку 3-го туру Першої ліги України проти зорянських «Балкан». Роман вийшов на поле на 90-ій хвилині, замінивши Андрія Кухарука. Дебютним голом у дорослому футболі відзначився 16 листопада 2020 року на 24-ій хвилині переможного (3:2) виїзного поєдинку 13-го туру Першої ліги проти шевченківського «ВПК-Агро». Дідик вийшов на поле в стартовому складі, на 18-ій хвилині відзначився автоголом, а на 80-ій хвилині його замінив Арсен Слотюк.
23 липня 2021 року Роман Дідик став футболістом львівського «Руху», а уже через два дні Роман дебютував за «Рух» в УПЛ.

## Особисте життя
Батько, Ігор Михайлович, також займався футболом.